# Municipio de Dorr (Illinois)
El municipio de Dorr (en inglés: Dorr Township) es un municipio ubicado en el condado de McHenry en el estado estadounidense de Illinois. En el año 2010 tenía una población de 20911 habitantes y una densidad poblacional de 224,3 personas por km².

## Geografía
El municipio de Dorr se encuentra ubicado en las coordenadas 42°16′42″N 88°24′25″O / 42.27833, -88.40694. Según la Oficina del Censo de los Estados Unidos, el municipio tiene una superficie total de 93.23 km², de la cual 93.19 km² corresponden a tierra firme y (0.04%) 0.04 km² es agua.

## Demografía
Según el censo de 2010, había 20911 personas residiendo en el municipio de Dorr. La densidad de población era de 224,3 hab./km². De los 20911 habitantes, el municipio de Dorr estaba compuesto por el 86.67% blancos, el 1.76% eran afroamericanos, el 0.36% eran amerindios, el 1.96% eran asiáticos, el 0.06% eran isleños del Pacífico, el 7.29% eran de otras razas y el 1.9% pertenecían a dos o más razas. Del total de la población el 19.25% eran hispanos o latinos de cualquier raza.